# Poarta Albă (film)
Poarta Albă este un film dramatic românesc din 2014 regizat de Nicolae Mărgineanu. Rolurile principale au fost interpretate de actorii Cristian Bota, Sergiu Bucur și Mădălina Craiu. A avut premiera la 17 octombrie 2014. Filmul prezintă viața unor deținuți aflați în lagărele de muncă silnică de la Canalul Dunăre-Marea Neagră.

## Prezentare
Acțiunea are loc în România din perioada comunistă.

## Distribuție
- Cristian Bota ca Adrian
- Sergiu Bucur ca Ninel
- Mădălina Craiu ca Anuca
- Maria Ploae ca mama lui Ninel
- Ion Besoiu ca Profesorul Panait
- Constantin Florescu - comandantul lagărului
- Marius Chivu ca ofițer miliție
- Ion Grosu ca brigadier
- Daniel Popa
- Bogdan Nechifor - Părintele Arsenie Boca